# Церква Успіння Пресвятої Богородиці (Прага)
Храм Успіння Пресвятої Богородиці на Ольшанському цвинтарі (чеськ. Chrám Zesnutí přesvaté Bohorodice na Olšanských hřbitovech) — православний храм у Празі на Ольшанському цвинтарі в районі Прага 3 — Жижков.

## Будівництво
Закладення храму провели 11 вересня 1924 року за участі єпископа Сергія (Корольова). Проєкт церкви в псевдоруському стилі безкоштовно виконав професор В. А. Брандт за допомогою студентів-архітекторів Н. П. Пашковського і барона С. Г. Клодта.
Ініціативу будівництва на себе взяло «Успенське братство». Велику допомогу надав перший прем'єр-міністр Чехословаччини Карел Крамарж і його російська дружина Надія Миколаївна (урожд. Хлудова). Крім великого особистого дару, К. Крамарж організував збір більшу частину всіх необхідних засобів. Значний внесок від імені сербського народу вніс прот. М.Црвчанин, королівський інспектор військових могил, який забезпечив грошову допомогу своєї держави. Таким чином замість каплиці у Празі побудували монументальний і виразний російський храм.
Адміністративно-технічну частину будівництва безоплатно взяли на себе інженери А. М. Миркович, С. А. Величкін та П. П. Находкін. На будівництві храму працювали як студентська молодь, так і представники різних соціальних груп. П'ять дзвонів було пожертвувано Олександром I Карагеоргійовичем, королем сербів, хорватів і словенців, подружжям Крамарж, російськими емігрантами в Чехословаччині, митрополитом Євлогієм (Георгієвським) та єпископом Сергієм.
Ескізи мозаїк і розписів для храму були створені відомим художником Білібіним. Через нестачу коштів самі розписи були виконані значно пізніше — в 1941—1946 роках.

## Історія
Освячений 9/22 листопада 1925 року.
У 1945 після закриття Нікольського собору на Староміській площі, Успенська церква стала парафіяльною.
Станом на 2016 рік в храмі проводяться регулярні щоденні служби.

## Крипта
Під храмом, в підвальному поверсі, знаходиться крипта мучениці Софії, де покояться останки творців храму і багатьох відомих людей. Серед них — Карел Крамарж (перший прем'єр-міністр Чехословаччини) з дружиною Надією Миколаївною, найбільший знавець візантійського та давньоруського мистецтва академік Н. П. Кондаков, директор Донського кадетського корпусу генерал Т. А. Семернинов, генерали С. А. Воронін, М. М. Шиллінг, професори: С. С. Груздьєв, Ф. А. Щербина та інші. Тут же похований інженер М. М. Іпатьєв, в будинку якого в Єкатеринбурзі розстріляли останнього російського імператора і його сім'ю.

## Пам'ятна дошка
У 1995 році за ініціативи громадського комітету «Вони були першими» на стіні храму встановлена меморіальна дошка (російською та чеською мовами) в пам'ять про емігрантів, репресованих НКВС під час повоєнних «чисток».